# Berúthiel
Berúthiel is een personage uit In de Ban van de Ring van J.R.R. Tolkien. Zij was de vrouw van de twaalfde koning van Gondor, Tarannon Falastur.
Zij leefde in de negende eeuw van de Derde Era en was een Zwarte Númenóreaan uit Umbar. De Zwarte Númenoreanen stamden af van de Aanhangers van de Koning en dienden Sauron in de Oorlog van het Laatste Bondgenootschap.
Veel is er niets bekend over koningin Berúthiel: er zijn slechts enkele moeilijk leesbare gegevens over haar bekend uit de nagelaten geschriften van Tolkien.
Zij was de slechte, eenzame en liefdeloze vrouw van Tarannon, de twaalfde koning van Gondor (830-913 Derde Era), de eerste van de Scheepskoningen, die de troon aanvaardde onder de naam Falastur, Heer van de Kusten.
Berúthiel woonde in het huis van de koning in Osgiliath. Ze was heel sober en had een afkeer van kunst, kleuren en versiering. Zij droeg alleen zwart en zilver en woonde in kale kamers. Zij had negen zwarte katten en één witte. Berúthiel had de gave om de geheugens van haar katten te lezen. Zij zette haar zwarte katten ertoe aan om alle donkere geheimen van Gondor te ontdekken, zodat ze veel leerde van dingen die mensen verborgen wilden houden. De witte kat werd gebruikt om de zwarte katten te bespioneren. niemand durfde haar katten iets aan te doen en men was bang als men ze zag.
Wat Berúthiel allemaal deed om de mensen te terroriseren is onbekend. Alleen dat om haar daden haar naam uit het Boek der Koningen werd geschrapt. Zij werd door Koning Tarannon alleen met haar katten op een schip gezet en liet dat met de noordenwind wegdrijven. Het schip werd het laatst gezien toen het onder de maansikkel voorbij snelde, met een kat in de mast en met een andere kat als boegbeeld. 
Koning Tarannon was de eerste van de Koningen van Gondor die kinderloos stierf. Hij werd opgevolgd door zijn neef Eärnil I.